# Primarias del Partido Republicano de 2012 en Oregón
Las Primarias del Partido Republicano de 2012 en Oregón se hicieron el 15 de mayo de 2012. Las Primarias del Partido Republicano fueron unas Primarias, con 28 delegados para elegir al candidato del partido Republicano para las elecciones presidenciales de Estados Unidos de 2012.  En el estado de Oregón estaban en disputa 28 delegados.

## Elecciones

### Resultados
| Primarias Republicanas de Oregón de 2012 | Primarias Republicanas de Oregón de 2012 | Primarias Republicanas de Oregón de 2012 | Primarias Republicanas de Oregón de 2012 |
| Candidato                                | Votos                                    | Porcentaje                               | Delegados                                |
| ---------------------------------------- | ---------------------------------------- | ---------------------------------------- | ---------------------------------------- |
| Mitt Romney                              | 204,176                                  | 70.91%                                   | 19                                       |
| Ron Paul                                 | 36,810                                   | 12.78%                                   | 3                                        |
| Rick Santorum (retirado)                 | 27,042                                   | 9.39%                                    | 2                                        |
| Newt Gingrich (retirado)                 | 15,451                                   | 5.37%                                    | 2                                        |
| Delegados no proyectados:                | Delegados no proyectados:                | Delegados no proyectados:                | 2                                        |
| Total:                                   | 287,955                                  | 100%                                     | 28                                       |